# IC 4385
IC 4385 је група звијезда у сазвјежђу Кентаур која се налази на листи објеката дубоког неба у Индекс каталогу.
Деклинација објекта је - 42° 19' 25" а ректасцензија 14h 14m 31,7s.